# جون جولاجر
جون جولاجر (بالإنجليزية: John Gulager)‏ هو مخرج وممثل أمريكي، ولد في 9 ديسمبر 1957 بنيويورك في الولايات المتحدة.

## أعمال

### أفلام
- (2012) بيرانا ثري دي دي

## وصلات خارجية
- جون جولاجر على موقع IMDb (الإنجليزية)
- جون جولاجر على موقع ألو سيني (الفرنسية)
- جون جولاجر على موقع أول موفي (الإنجليزية)
- جون جولاجر على موقع قاعدة بيانات الأفلام السويدية (السويدية)
- جون جولاجر على موقع قاعدة بيانات الفيلم (الإنجليزية)
- جون جولاجر على موقع كينوبويسك (الروسية)